# Chrupaczki
Chrupaczki, regionalne ciasto w formie niewielkich, dowolnego kształtu placków z razowej mąki pszennej, pieczone na drożdżach z dodatkiem jaj, mleka, skwarek i cukru. 

## Historia
Chrupaczki to tradycyjny wypiek ulanowskiej kuchni, nawiązujący bezpośrednio do zawodu flisaka. Jak pisał Michał Janik, regionalista pochodzący z Ulanowa w lwowskiej gazecie "Lud"  w 1904 roku, flisacy ulanowscy wyodrębnili swoje zawodowe nazewnictwo, zwyczaje i obyczaje, pieśni oraz wyżywienie.

Nadaremnie pani majstrowa piecze smaczne chrupaczki (rodzaj mazurków) dla zjednania małżonka i inny wikt zamieszcza w rajzetaszu, boć trudno przecież nie pamiętać o kolegach, zwłaszcza gdy takie jest prawo zwyczajowe.

Z kolei

Ulanowskim retmanom żony przygotowywały na drogę specjalne ciasto, które nie wysychało, tzw. chrupaczki. Było ono pieczone na drożdżach z mielonej na żarnach pszennej mąki, z dodatkiem jaj, mleka, słoniny i cukru.

Z powyższych informacji należy wnioskować, że chrupaczki były przeważnie pożywieniem retmanów, jako bogatszej części społeczności flisackiej. Służyły jako przegryzka podczas przebywania na wodzie. Wybuch II wojny światowej zatrzymał spławy drewna, a tym samym zostały powoli zapominane dawne tradycje, w tym również te dotyczące kuchni flisackiej. Obecnie odtworzone, są tradycyjnym produktem przywróconym po wielu latach do współczesnej rzeczywistości flisaków z Ulanowa. Są stałym elementem kultywowanej tradycji, podawane podczas spotkań i różnych uroczystości flisackich.  

## Składniki
Razowa mąka pszenna, mleko, skwarki ze świeżej słoniny, drożdże, cukier.

## Przygotowanie
Ciasto zostaje zagniecione z mąki, mleka, i pozostałych składników, następnie wyrabia się je aż będzie sprężyste. Po wyrobieniu zostaje odstawione do wyrośnięcia. Następnie jest formowane na niewielkie placki o dowolnym kształcie grubości ok. 2 cm i pieczone.

## Charakterystyka
- kolor złocisty o zarumienionej skórce, na przekroju brązowy,
- grubość ok. 2 cm,
- kształt dowolny
- wielkość dowolna
- smak słodkawy o zapachu smażonej słoniny,
- cechuje je wilgotność, długotrwała świeżość oraz wysoka kaloryczność[6][1],

## Nagrody i wyróżnienia
Produkt wpisany na listę produktów tradycyjnych Ministerstwa Rolnictwa i Rozwoju Wsi, w dniu 4 kwietnia 2007 w kategorii: Wyroby piekarnicze i cukiernicze w woj. podkarpackim.
Otrzymały w 2014 „Perłę” – najwyższe wyróżnienie w konkursie „ Nasze Kulinarne Dziedzictwo – Smaki Regionów”, na najlepszy polski regionalny produkt żywnościowy.